# 珠月まや
珠月 まや（みづき まや、12月18日 - ）は、日本の漫画家。茨城県日立市出身、東京都在住。男性。有限会社MooNPhase所属。代表作に『にゃんことカイザー』『ユリポップ』等がある。
趣味は水族館通いと蟻の飼育。

## 主な作品リスト

### 漫画
単行本化作品
- ブリードスター（もえよん、双葉社） - 『にゃんことカイザー』1,2巻に収録
- 働け!! モトレンジャー!!（FlexComixブラッド、フレックスコミックス） - 全1巻
- にゃんことカイザー（まんが4コマKINGSぱれっと、一迅社） - 全3巻
- ひめちゃんはてれやさん（コミック百合姫S、一迅社） - 『ユリポップ』（短編集）に収録
- センパイはとくべつです（コミック百合姫S、一迅社） - 『ユリポップ』（短編集）に収録
- カノジョはイモウト（コミック百合姫S、一迅社） - 『ユリポップ』（短編集）に収録
- 月子はバカカワ（コミック百合姫S、一迅社） - 『ユリポップ』（短編集）に収録
- はくしゃくのお気に入り（コミック百合姫S、一迅社） - 『ユリポップ』（短編集）に収録
- お姉ちゃんはカノジョ（コミック百合姫S、一迅社） - 『ユリポップ』（短編集）に収録
- 三日月さんはあまのじゃく（コミック百合姫S、一迅社） - 『ユリポップ』（短編集）に収録
- ひめちゃんはやっぱりてれやさん（コミック百合姫S、一迅社） - 『ユリポップ』（短編集）に収録
- 蒼穹のカルマ4コマ（ドラゴンマガジン、富士見書房） - 原作4,5,6,7,8巻に収録
- デイト・ア・オリガミ（ドラゴンマガジン、富士見書房） - 全1巻

単行本未収録作品
- くるくるまきまき（まんがタイムラブリー、芳文社）
- おかっぱさん（LEEDカフェ、リイド社）